# Galaxy Angel
Galaxy Angel ist eine Medienfranchise von Broccoli, zu dem von 2001 bis 2009 eine Vielzahl von Manga-Serien, Anime-Serien und Videospielen erschien. Das Franchise besteht aus dem ursprünglichen Galaxy Angel bis 2006 und dann dessen Fortsetzung Galaxy Angel II (Galaxy Angel Rune). Maßgeblich leitend an der Entwicklung des Franchises war Ryō Mizuno beteiligt.
Das Werk lässt sich in die Genre Science-Fiction und Comedy einordnen.

## Handlung
Galaxy-Angel arbeiten für eine humanitäre Gesellschaft. In Wirklichkeit handelt es sich bei ihnen um außerirdische Humanoide mit besonderen Kräften, die die Welt vor den Gefahren aus dem Weltall beschützen. Ihre Aufgabe ist es, die sogenannte verlorene Technologie zu finden und den Menschen zurückzugeben. Erst dann dürfen sie auf ihren Planeten heimkehren. Ihre Feinde sind die Armeen von Eonia und die Höllenhunde. Die Galaxy-Angels sind dabei auf zwei Raumschiffen stationiert: Auf der Angel Frame und der Galaxy Angel II.

## Charaktere
Milfeulle Sakuraba (ミルフィーユ・桜葉, Mirufīyu Sakuraba)
Milfeulle Sakuraba ist 17 Jahre alt, die Hauptperson und die Anführerin der Galaxy Angels. Die Rosahaarige ist sehr ehrgeizig, manchmal auch dickköpfig und zeichnet sich durch ihr überdurchschnittliches Glück aus. Im Manga Galaxy Angel II bekommt sie die Aufgabe, das Tor zwischen den Welten zu bewachen.
Ihre kleine Schwester heißt Apricot Sakuraba (アプリコット・桜葉) und wird das erste Mitglied der Rune Angels, sowie Protagonistin der Nachfolgeserie Galaxy Angel II.
Ranpha Franboise (蘭花・フランボワーズ, Ranfa Furanbowāzu)
Ranpha ist ein blonde junge Frau, die sowohl Milfeulles Freundin als auch Rivalin ist. Ihr Hobby ist es Männern nachzujagen.
Mint Blancmanche (ミント・ブラマンシュ, Buranmanshe Minto)
Mint Blancmanche ist ein eher ruhiges, aber auch ein wenig snobisches 16-jähriges Mädchen. Sie läuft gerne in Tierkostümen herum, obwohl sie selbst durch eine Genmutation Hasenohren bekommen hat. Sie ist die rechte Hand von Mifeulle Sakuraba. Trotz ihres Alters wirkt sie äußerlich wie ein Kind.
Forte Stollen (フォルテ・シュトーレン, Forte Shutōren)
Sie war das älteste Mitglied der Angels. Sie ist eine hartherzige, aber dennoch gerechte Frau, die es bis zum Leutnant gebracht hat. Sie entwickelt sich später zu einer Feindin der Galaxy Angels, indem sie die Rune Angels gründet.
Vanilla H (ヴァニラ・H, Vanira H)
Vanilla H (gesprochen wie im französischen als asch) Sie ist einer der jüngsten Mitglieder mit gerade mal 13 Jahren. Für ihr Alter ist sie aber sehr erwachsen und klug. Daher wird sie auch als Technikerin eingesetzt. Sie hat hellgrünes Haar.
Chitose Karasuma (烏丸 ちとせ, Karasuma Chitose)
Sie ist das neuste Mitglied der Gruppe.
Nano Nano Pudding (ナノナノ・プディング, Nano Nano Pudingu)
Neben Natsume Izayoi ist sie das dritte Mitglied der Rune Angels. Sie ist ein böser Klon von Vanilla H, der für die Rune Angels kämpft. Sie unterscheidet sich von Vanilla H hauptsächlich durch ihre Ohren
Lily C. Sherbet (リリィ・C・シャーベット, Riri C Shābetto)
Sie leitet mit Forte Stollen die Rune Angels. Sie ist sehr loyal und würde sich für Forte Stollen opfern. Sie ist 17 Jahre alt.
Anise Azeat (アニス・アジート, Anisu Ajīto)
Anise Azeat taucht erst in dem letzten Manga auf und ist ebenfalls ein Mitglied der Rune Angels. Sie ist ein Tomboy, aber sie kann auch ganz nett sein. Krieg ist ihr Hobby.

## Werke

### Anime

#### Galaxy Angel
Unter Studio Madhouse entstanden vier Serien zu Galaxy Angel. Bei den ersten beiden führten Morio Asaka und Yoshimitsu Ōhashi Regie und danach Shigehito Takayanagi. Das Charakterdesign stammt von Mariko Fujita, basierend auf den Entwürfen von Kanan. Die künstlerische Leitung hatte Kazuhiro Takahashi inne.
Die erste Serie Galaxy Angel mit 24 Folgen wurde vom 7. April 2001 bis zum 29. September 2001 durch den japanischen Sender Animax ausgestrahlt. Auf der DVD- und VHS-Veröffentlichungen folgten 2002 zwei weiteren Folgen – insgesamt 26 Folgen.
Galaxy Angel Z mit 9 Folgen zu je zwei Kapiteln wurde vom 3. Februar bis 31. März 2002 ausgestrahlt, wobei der Musikvideo-DVD Galaxy Angel: Music Collection eine weitere Folge beigelegt war.
Die nächste Serie bestand aus zwei Hälften zu je 13 Folgen und wiederum je zwei Kapiteln (ausgenommen der letzten Folge die ein Kapitel war): Galaxy Angel A vom 6. Oktober bis 29. Dezember 2002 ausgestrahlt wurde und Galaxy Angel AA vom 5. Januar bis 30. März 2003. Dem limitierten Boxset von Galaxy Angel AA waren zwei weitere Folgen beigelegt. Daneben erschien auch das Special Galaxy Angel S mit einer weiteren Folge in zwei Kapiteln. Insgesamt gab es von diesem Teil also 29 Folgen bzw. 55 Kapitel.
Die letzte Serie Galaxy Angel X mit 13 Folgen zu je zwei Kapiteln kam vom 7. Juli bis 29. September 2004 im japanischen Fernsehen.
Vom 2. April bis 25. Juni 2012 strahlte Tokyo MX ausgewählte Kapitel als Galaxy Angel a la carte aus. Von August 2012 bis April 2013 erschienen im Zweimonatsabstand Blu-ray-Boxen zu jeder Serie.
Animax sendete den Anime auch in Südkorea, Südostasien, Indien und Lateinamerika, dabei wurde die Serie ins Englische, Spanische, Portugiesische, Koreanische und Chinesische übersetzt. Auf den Philippinen wurde der Anime von Animex, Hero TV und QTV Channel 11 ausgestrahlt.

#### Galaxy Angel Rune
Galaxy Angel II wurde von Studio Satelight als Galaxy Angel Rune adaptiert. Regie führte Seiji Kishi und das Charakterdesign stammt von Kenji Shinohara basierend auf Kanans Vorlage. Die 13 Folgen wurden vom 2. Oktober bis 25. Dezember 2006 nach Mitternacht und damit am vorigen Fernsehtag auf TV Tokyo erstausgestrahlt, sowie mit bis zu zwei Wochen Versatz auch auf TV Aichi, TVQ Kyūshū, TV Ōsaka, AT-X, TV Setouchi, TV Hokkaidō und Sendai Hōsō. Eine Blu-ray-Box erschien im Juni 2013.

#### Synchronisation
| Rolle                   | Japanischer Sprecher (Seiyū) |
| Galaxy Angel            | Galaxy Angel                 |
| ----------------------- | ---------------------------- |
| Mifeulle Sakuraba       | Ryōko Shintani               |
| Mint Blancmanche        | Miyuki Sawashiro             |
| Forte Stollen           | Mayumi Yamaguchi             |
| Vanilla H               | Mika Kanai                   |
| Ranpha Franboise        | Yukari Tamura                |
| Chitose Karasuma        | Saori Gotō                   |
| Galaxy Angel Rune       |                              |
| Kazuya Shiranami        | Hisafumi Oda                 |
| Apricot Sakuraba        | Yūna Inamura                 |
| Anise Azeat             | Satomi Hanamura              |
| Nano Nano Pudding       | Satomi Akesaka               |
| Kahlua/Tequila Marjoram | Aya Hirano                   |
| Lily C. Sherbet         | Erina Nakayama               |
| Natsume Izayoi          | Atsuko Enomoto               |

#### Musik
Die Musik der Serie komponierte Hikaru Nanase. Die Produktion übernahm das Unternehmen Lantis. Die erste Serie verwendete im Vorspann Galaxy Bang! Bang! (ギャラクシー★Bang!Bang!) und im Abspann Horoscope Rhapsody (ホロスコープ・ラプソディ) stammen von Angel-tai, d. h. den fünf bzw. ab Staffel 4 sechs Synchronsprecherinnen unter ihren Rollen.
Galaxy Angel Z verwendete im Vorspann Yumemitai Angel-tai (夢見たい★ANGEL隊) und im Abspann Happy Question (はっぴぃ・くえすちょん) von Angel-tai. In Folge 4 kam zudem das Stück Tatakae Boku no ××× (たたかえぼくらの×××) gesungen von Takayuki Miyauchi.
In Galaxy Angel A kamen Galaxy Babanga Bang! (ギャラクシー☆ばばんがBang!) bzw. Angel Wasshoi! (エンジェルわっしょい!) und in Galaxy Angel AA die Stücke Angel Ukkī (エンジェル★うっきー) bzw. Dotabata Angel Loop (ドタバタ☆エンジェループ), je von Angel-tai in den Vor- bzw. Abspännen zur Verwendung. Die letzte Folge endete jedoch mit In the Chaos von JAM Project featuring Masami Okui. In Folge 14 sang Takayuki Miyauchi zudem noch Pyururiku Pyururiku (ピュルリク ピュルリク) und in Folge 25 Tatakae Angel Five (戦え エンジェルファイブ).
In Galaxy Angel Rune war der Vorspanntitel Uchū Koi wa Rurun Rune (宇宙で恋は☆るるんルーン) gesungen von Rune Angel-tai, d. h. den Synchronsprecherinnen Yūna Inamura, Satomi Hanamura, Satomi Akesaka, Aya Hirano und Erina Nakayama unter ihren Rollennamen. Im Abspann kam Happy Flight von Maho Tomita zum Einsatz.

### Manga

#### Galaxy Angel
Von 27. April 2001 bis 27. März 2004 erschien der Manga Galaxy Angel im Magazin Dragon Junior (Ausgaben 2001/5 bis 2003/4) und nach dessen Einstellung im Magazin Dragon Age (Ausgaben 5/2003 bis 6/2004) des Verlags Fujimi Shobō. Die Zeichnungen stammen von Kanan. Die Reihe wurde später auch in fünf Sammelbänden (Tankōbon) veröffentlicht. Im Dezember 2004 erschien eine Neuausgabe (shinsōban).
Die Fortsetzung Galaxy Angel 2nd (ギャラクシーエンジェル2nd) wurde im Magazin Comic Rush vom 26. Juli 2004 (Ausgabe 8/2004) bis 26. September 2005 (Ausgabe 10/2005) des Verlags Jive veröffentlicht. Die Kapitel wurden auch in drei Sammelbänden zusammengefasst. Im Magazin Kikan Di Gi Charat erschien zwischen Oktober 2004 (Vol. 1) und Oktober 2005 (Vol. 7) der Ableger Galaxy Angel 2nd: Tenshi Zukan (ギャラクシーエンジェル天使図鑑), dessen Sammelband auch als Band 2.5 von Galaxy Angel 2nd tituliert wurde.
Von Oktober bis Dezember 2006 wurden die acht Bände beider Reihen in einer großformatigen (DIN A6, statt JIS B5) Liebhaberausgabe in fünf Bänden erneut herausgegeben.
Von Februar 2003 bis Juli 2004 erschien außerdem der Spin-off-Manga Galaxy Angel Parody (ギャラクシーエンジェルパロディ), der von verschiedenen Künstlern gezeichnet wurde und drei Bände umfasst. Weitere Spin-offs waren Angel Recipe (エンジェルレシピ) in zwei Bänden und der Anthologiemanga, d. h. von verschiedenen Autoren gezeichnet, Angel Full Course (エンジェルフルコース) in zwei Bänden.
Außerhalb Japans veröffentlichte Broccoli Books Galaxy Angel, Galaxy Angel 2nd und Galaxy Angel Parody auch auf Englisch, letztere beide unter dem Titel Galaxy Angel Beta bzw. Galaxy Angel Party.

#### Galaxy Angel II
Galaxy Angel 3rd (ギャラクシーエンジェル3rd) erschien in Broccolis Magazin Comic Di Gi Charat ab Vol. 7 vom 10. Oktober 2005, das später erst in Comi Digi und kurz danach in Comi Digi+ umbenannt wurde, bis es zum 21. August 2008 eingestellt wurde. Die Kapitel wurden auch in sechs Sammelbänden zusammengefasst.
Galaxy Angel II: Angel Haneyasume (ギャラクシーエンジェルII 天使の羽根休め) lief in Gakushū Kenkyūshas (Gakken) Megami Magazine vom 30. November 2006 (Ausgabe 1/2007) bis 30. Januar 2009 (Ausgabe 3/2009), sowie später in drei Sammelbänden.
Beide wurden von Kanan gezeichnet.

### Computerspiele
Die Spiele bestehen aus zwei Trilogien, die von der Spielmechanik her sich in einen Ren’ai-Adventure-Teil und einen Strategieteil mit Weltraumkämpfen untergliedern, die sich beide jeweils abwechseln.

#### Galaxy Angel
Das Spiel Galaxy Angel erschien in Japan am 23. August 2002 für Windows, am 23. Januar 2003 für Xbox, am 17. April 2003 für die Playstation 2 bei Broccoli. Am 22. August 2003 folgte Galaxy Angel: Moonlit Lovers für Windows und am 26. Februar 2004 für Playstation 2. Das dritte Spiel, Galaxy Angel: Eternal Lovers, erschien am 20. August 2004 für Windows und am 24. Februar 2005 für Playstation 2.
Alle drei Spiele waren auch am 24. Februar 2005 erschienen Eternal Package zu Galaxy Angel: Eternal Lovers für die PS2 enthalten, und in der am 22. November 2006 erschienen Galaxy Angel Rune Box für die PS2, die zudem noch den Galaxy Angel II enthielt.
Daneben erschien am 29. Juli 2005 die Minispielsammlung Galaxy Angel Ex für Windows.

#### Galaxy Angel II
Das erste Spiel Galaxy Angel II: Zettai Ryōiki no Tobira (GALAXY ANGEL II 絶対領域の扉) erschien am 22. Juni 2006, der zweite Teil, Galaxy Angel II: Mugen Keirō no Kagi (GALAXY ANGEL II 無限回廊の鍵), am 18. Oktober 2007, und der dritte Teil, Galaxy Angel II: Eigō Kaiki no Toki (GALAXY ANGEL II 永劫回帰の刻), am 12. März 2009, je für die Playstation 2.
Der erste Teil war auch zusammen mit der kompletten ersten Trilogie auf der Galaxy Angel Rune Box vom 22. November 2006 enthalten. Zudem erhielt der erste Teil eine Neuveröffentlichung am 31. Juli 2008 und der zweite Teil am 11. Dezember 2008. Zudem erschien die komplette Trilogie am 12. März 2009 auf dem Galaxy Angel II: Complete Set.

### Romane
Von Ryō Mizuno stammt der Roman Galaxy Angel vom 20. November 2002 mit Illustrationen von Jūsensha Kōbō. Megumi Tsuge schrieb Galaxy Angel Ex vom 1. Juli 2003, wobei Mizuno als Schriftleiter fungierte. Auch hier stammen die Zeichnungen von Jūsensha Kōbō.
Weitere Romane stammen von Sumire Nanohana ebenfalls mit Mizuno als Schriftleiter. Galaxy Angel: Karasume Chitose no Angel-tai Gyōmu Geppō (ギャラクシーエンジェル 烏丸ちとせのエンジェル隊業務月報) wurde am 27. September 2004 verlegt und enthielt Illustrationen von Shintarō.
Die erste Veröffentlichung zu Galaxy Angel II war der gleichnamige Roman der kapitelweise im Magazin Comptiq ab dem 10. August 2005 (Ausgabe 9/2005) erschien. Am 25. April 2006 erschien zudem der Romanband Galaxy Angel II: Zettai Ryōiki no Tobira 0 (ギャラクシーエンジェルII 絶対領域の扉0). Zudem erschien am 24. März 2006 der Roman Galaxy Angel – Haitaishi no Kikan (ギャラクシーエンジェル～廃太子の帰還~) von Ryō Mizuno. Bei diesen Werken stammen die Illustrationen von Kanan.

### Musical
Vom 16. bis 22. März 2004 wurde ein Musical zu Galaxy Angel im Kinokuniya Southern Theater in Japan aufgeführt.